# Barakarsko naselje
Barakarsko naselje, skvotersko območje, skvotersko naselje ali skvotersko taborišče je naselje improviziranih zgradb, znanih kot barake, ki so običajno narejene iz materialov, kot sta blato in les, ali iz poceni gradbenih materialov, kot so valovita pločevina, lepenka. Tipično barakarsko naselje je nezakonito zasedeno zemljišče in na začetku nima ustrezne infrastrukture, vključno z ustreznimi sanitarijami, varno oskrbo z vodo, elektriko in ulično kanalizacijo. Sčasoma lahko barakarska naselja razvijejo svojo infrastrukturo in se celo spremenijo v soseske srednjega razreda. Lahko so majhna neformalna naselja ali pa v njih živijo milijoni ljudi.
Na svetu so nekatera največja barakarska naselja Ciudad Neza v Mehiki, Orangi v Pakistanu in Dharavi-Mumbaj v Indiji. V različnih krajih so znani pod različnimi imeni, kot so favela v Braziliji, villa miseria v Argentini in gecekondu v Turčiji. Barakarska naselja so večinoma v državah v razvoju, pa tudi v mestih razvitih držav, kot so Atene, Los Angeles in Madrid. Cañada Real velja za največje neformalno naselje v Evropi, Skid Row pa je zloglasno barakarsko mesto v Los Angelesu. Barakarska naselja so včasih na mestih, kot so železniški tiri, močvirja ali sporni gradbeni projekti. V Južni Afriki se kampi za skvoterje, pogosto imenovani plakkerskampe, kar je neposredno prevedeno iz besede v afrikaansu za tabore za skvoterje, pogosto začnejo in hitro rastejo na praznih zemljiščih ali javnih površinah znotraj ali blizu mest in krajev, kjer je v bližini lahko dobiti delo brez stroškov prevoza.

## Gradnja
Barakarska naselja se običajno začnejo kot improvizirana zavetišča na nezakonito zasedenih zemljiščih. Ljudje gradijo barake iz materialov, ki jih je enostavno dobiti, na primer iz lesa ali blata. Ni naprav, kot so elektrika, plin, kanalizacija ali tekoča voda. Skvoterji izberejo območja, kot so železniški tiri, zaščitena območja ali sporni gradbeni projekti. Švicarski novinar Georg Gerster je opazil (s posebnim sklicevanjem na invasões iz Brasílie), da so »skvoterska naselja (v nasprotju s slumi) kljub neprivlačnim gradbenim materialom lahko tudi kraji upanja, prizorišča protikulture s spodbudno potencial za spremembe in močan zagon navzgor«. Stewart Brand je opazil, da so barakarska naselja zelena, kjer ljudje reciklirajo čim več in se nagibajo k potovanju peš, s kolesom, z rikšo ali skupnim taksijem, čeprav je to predvsem posledica splošnega slabega gospodarskega položaja.

## Razvoj in prihodnost
Medtem ko se večina barakarskih naselij začne kot negotove ustanove, naključno zbrane brez osnovnih socialnih in javnih storitev, so se nekatera sčasoma nekoliko razvila. Pogosto so stanovalci sami odgovorni za večje izboljšave. Organizacije skupnosti, ki včasih sodelujejo z nevladnimi organizacijami, zasebnimi podjetji in vlado, vzpostavljajo povezave z občinskim vodovodom, tlakujejo ceste in gradijo lokalne šole. Nekatera od teh naselij so postala predmestja srednjega razreda. Eden takih primerov je soseska Los Olivos v Limi v Peruju, ki zdaj vsebuje ograjene skupnosti, igralnice in klinike za plastično kirurgijo.
Tudi nekatere brazilske favele so se v zadnjih letih izboljšale in lahko celo pritegnejo turiste. Razvoj poteka v daljšem časovnem obdobju in novejšim mestom še vedno primanjkuje osnovnih storitev. Kljub temu obstaja splošni trend, da barake postopoma izboljšujejo, namesto da bi jih selili v še bolj oddaljene dele metropole.
V Afriki mnoga barakarska naselja začenjajo uporabljati kompostna stranišča in sončne celice. V Indiji imajo ljudje, ki živijo v slumih, dostop do mobilnih telefonov in interneta.
Druga afriška barakarska naselja so postala celo priljubljene turistične atrakcije. Soweto, staro skvotersko taborišče iz obdobja apartheida v Južni Afriki, je zdaj razvrščeno kot mesto v mestu s skoraj 2 milijonoma prebivalcev. Ponaša se s priljubljenimi Soweto Towers in številnimi vodenimi izleti, ki pogosto vključujejo Shisa-nyama.
Papež Frančišek v svoji okrožnici Laudato si' iz leta 2015 trdi, da je treba, če je le mogoče, razvijati barakarska naselja, namesto da bi ljudi preselili naprej in njihova naselja uničili. On in svet katoliške cerkve za pravičnost in mir sta poudarila potrebo po informacijah, vključevanju in izbiri, ki se ponuja ljudem, ki se premikajo naprej.

## Primeri
Barakarska naselja so prisotna v številnih državah v razvoju. V frankofonskih državah so barakarska mesta imenovana bidonvilles; takšne države vključujejo Haiti, kjer Cité Soleil na robu Port-au-Princea prebiva med 200.000 in 300.000 ljudi.

### Afrika
Leta 2016 je 62 % afriškega prebivalstva živelo v barakarskih naseljih.
Tabori skvoterjev v Južni Afriki za gradnjo barak običajno uporabljajo poceni in zlahka dostopne gradbene materiale, kot so valovita pločevina. Ta naselja, ki so zaradi stalne oskrbe z vodo pogosto zgrajena v bližini potokov ali rek, nudijo zelo malo zaščite pred ekstremnimi vremenskimi razmerami, pogosto pa so izpostavljeni hudourniškim poplavam. Prav tako so nagnjena k požarom zaradi neposredne bližine, v kateri so zgrajeni. Pogosto povzročijo veliko škodo naravnim ekosistemom, tako neposredno kot posredno. Primer hude posredne škode je uporaba pralnih detergentov in odlaganje odpadkov v bližnji vodni vir, ki ga pogosto vidimo več sto kilometrov dolvodno.
V skvoterskem taborišču Joe Slovo v Cape Townu je približno 20.000 ljudi. Prebivalci kolib v Južni Afriki se organizirajo v skupine, kot sta Abahlali baseMjondolo in Western Cape Anti-Eviction Campaign.
V Nairobiju, glavnem mestu Kenije, Kiberi živi med 200.000 in 1 milijon prebivalcev. Ni tekoče vode in prebivalci uporabljajo provizorična stranišča, v katerem se fekalije zbirajo v plastično vrečko, nato pa jih zavržejo. Mathare je skupek slumov, v katerih živi okoli 500.000 ljudi. V Zambiji so neformalna stanovanjska območja znana kot kombonis in v njih živi približno 80 % ljudi v prestolnici Lusaka.

### Azija
Največje barakarsko mesto v Aziji je Orangi v Karačiju v Pakistanu, ki je leta 2011 imelo približno 1,5 milijona prebivalcev. Namen pilotnega projekta Orangi je rešiti lokalno prebivalstvo iz revščine. Začel ga je Akhtar Hamed Kan, vodila pa ga je Parveen Rehman do njenega umora leta 2013. Prebivalci so sami položili kanalizacijske cevi in skoraj vseh 8000 ulic Orangija je zdaj povezanih. 
V Indiji približno milijon ljudi živi v Dharaviju, barakarskem naselju, zgrajenem na nekdanjem močvirju mangrov v Mumbaju. Je eno najgosteje naseljenih krajev na svetu. Leta 2011 so bila v Mumbaju vsaj štiri improvizirana naselja, v katerih je bilo še več ljudi. 
V 5000 neformalnih naseljih glavnega mesta Bangladeša Daka živi skupno 3,4 milijona ljudi.
Tajska ima 5500 neformalnih naselij, eno največjih je barakarsko naselje v okrožju Khlong Toei v Bangkoku. 
Na Kitajskem je bilo pred poletnimi olimpijskimi igrami leta 2008 v Pekingu porušenih 171 urbanih vasi. Od leta 2005 je bilo v Pekingu 346 barakarskih naselij, v katerih je živelo 1,5 milijona ljudi. 
Avtor Robert Neuwirth je zapisal, da je okoli šest milijonov ljudi, kar je polovica prebivalstva Carigrada, živelo na območjih gecekondu.
V Hongkongu je obzidano mesto Kowloon nastanilo do 50.000 ljudi, barakarska naselja na strehah pa trenutno zagotavljajo nekaj dodatnih stanovanj.

### Latinska Amerika
Največje barakarsko naselje na svetu je Ciudad Neza ali Neza-Chalco-Itza, ki je del mesta Ciudad Nezahualcóyotl poleg Ciudad de Mexico. Ocene njegovega prebivalstva segajo od 1,2 do 4 milijone.
Brazilija ima veliko favel. V Riu de Janeiru v Braziliji so leta 2000 izračunali, da več kot 20 % njegovih 6,5 milijona prebivalcev živi v več kot 600 favelah. Na primer, Rocinha je dom približno 80.000 prebivalcev. Razvila se je v gosto naseljeno sosesko z nekaterimi stavbami, ki dosegajo šest nadstropij. Obstajajo gledališča, šole, vrtci in lokalni časopisi.
V Argentini so barakarska naselja znana kot villas miseria. Leta 2011 je v metropolitanskem območju Buenos Airesa v 864 neformalnih naseljih živelo 500.000 ljudi. V Peruju so znani kot pueblos jóvenes ('mlada mesta'), kot campamentos v Čilu in kot asentamientos v Gvatemali.

### Razvite države
Med veliko depresijo leta 1930 so po Združenih državah zrasla barakarska naselja z vzdevkom Hoovervilles. Po veliki depresiji so skvoterji živeli v barakah na odlagališčih ob kanalu Martin Pena v Portoriku in tam so bili še leta 2010. Nedavno so bila mesta, kot sta Newark in Oakland, priča oblikovanju šotorskih mest. Barakarsko naselje Umoja Village je bilo skvotirano leta 2006 v Miamiju na Floridi. V bližini meje z Mehiko so tudi kolonije.
Čeprav so barakarska naselja zdaj v razvitih evropskih državah na splošno manj pogosta, še vedno obstajajo. Naraščajoči pritok migrantov je spodbudil barakarska naselja v mestih, ki se običajno uporabljajo kot vstopna točka v Evropsko unijo, vključno z Atenami in Patrasom v Grčiji. Calaiška džungla v Franciji se je do razčiščevanja oktobra 2016 povečala na več kot 8000 ljudi. Bidonvilli obstajajo na obrobju nekaterih francoskih mest. Državni organi so leta 2012 zabeležili 16.399 ljudi, ki živijo v 391 barakarskih naseljih po vsej državi. Od tega jih je 41 % živelo na obrobju Pariza.
Barakarsko mesto Cañada Real v Madridu v Španiji velja za največje neformalno naselje v Evropi. Ocenjuje se, da ima 8628 prebivalcev, ki so večinoma Španci, Romi in Severnoafričani, z le eno mobilno zdravstveno enoto. Po 40 letih so se leta 2012 za lokacijo začeli zanimati razvijalci nepremičnin.
V Londonu in Beogradu sta bili kartonski naselji. V nekaterih primerih lahko barakarska naselja vztrajajo na gentrificiranih območjih, ki jih morajo lokalne oblasti šele obnoviti, ali v regijah političnih sporov. Pomemben zgodovinski primer je bilo obzidano mesto Kowloon v Hong Kongu.
V Avstraliji in Novi Zelandiji je bilo pred drugo svetovno vojno veliko barakarskih mest, od katerih nekatera še vedno obstajajo (na primer Wyee, predmestje Centralne obale).

## V popularni kulturi
Veliko filmov je bilo posnetih v barakarskih naseljih. Slumdog Millionaire se osredotoča na like, ki večino svojega življenja preživijo v indijskih barakarskih naseljih.
Brazilski film Božje mesto je bil postavljen v Cidade de Deus in posnet v drugi faveli, imenovani Cidade Alta. 
Beli slon, argentinski film iz leta 2012, je postavljen v vilo miseria v Buenos Airesu.
Južnoafriški film District 9 je v veliki meri postavljen v okrožje Chiawelo, iz katerega so bili ljudje prisilno preseljeni.
Kitajska TV serija iz leta 2016 Housing pripoveduje zgodbo o čiščenju barakarskih naselij v Beiliangu, Baotou, Notranja Mongolija.
Nigerijski kriminalni triler iz leta 2023 z naslovom Shanty Town je bil izdan na Netflixu 20. januarja 2023. Gre za šestdelno serijo, ki pripoveduje zgodbo o neusmiljenem voditelju po imenu Scar (Chidi Mokeme), ki se ukvarja s številnimi umazanimi posli in je priljubljen med ljudmi. kot kralj barakarskega mesta.
Video igre, kot je Max Payne 3, imajo ravni v izmišljenih barakarskih naseljih.
Reggae pevec Desmond Dekker je zapel pesem z naslovom 007 (Shanty Town).